# Diaphractanthus
Diaphractanthus é um género botânico pertencente à família Asteraceae.